# Carmelo Morales Gómez
Carmelo Morales Gómez   (Castellar del Vallès, 7 de juliol de 1978) és un pilot de motociclisme català que competeix internacionalment des del 2007, primer al Campionat del Món de Superbike i a partir de la temporada de 2010 al Mundial de motociclisme.
Ha estat tres vegades Campió d'Europa de Superstock (2008 a 2010) i una de Supersport (2010), a més de sis vegades Campió d'Espanya de velocitat (2008, 2009, 2012, 2015 i 2016 en Fórmula Extreme/SBK, i 2010 en Moto2).

## Trajectòria internacional
Les temporades de 2007 i 2008 participà en el Campionat del Món de Superbike competint com a wildcard ("comodí") a la cursa puntuable disputada a l'estat espanyol, pilotant una Yamaha YZF-R1 de l'equip Laglisse. El primer any acabà la cursa en catorzena posició, essent així 30è en la classificació final del campionat. El segon any, però, no aconseguí cap punt.

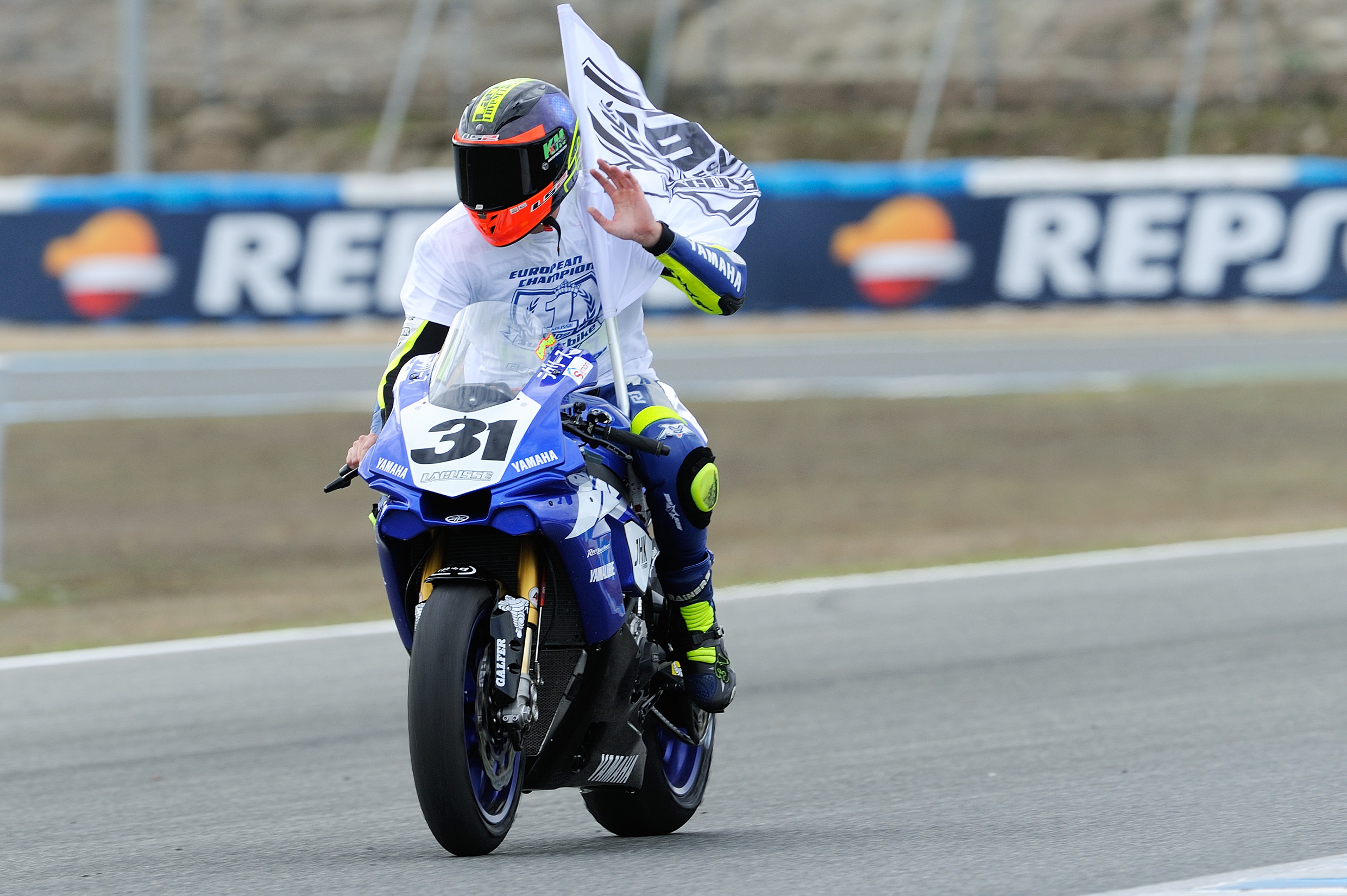
Morales després de guanyar una cursa a Jerez el 2015

Els anys 2008 i 2009 aconseguí els seus títols europeus de Superstock en guanyar-ne l'única cursa puntuable, disputada a Albacete.
La temporada de 2010 debutà al Mundial en categoria Moto2, tot participant en el Gran Premi de Catalunya ocupant el lloc del lesionat Axel Pons a bord de la Kalex Pons de l'equip Tenerife 40 Pons. En aquella cursa tingué la mala sort de tocar la roda del darrere de Kenny Noyes amb la seva roda davantera a la línia de meta, patint una espectacular caiguda. Tres mesos després, guanyava el seu tercer títol europeu de Superstock al circuit d'Albacete.
Aquell any participà també al Gran Premi de Portugal amb la Suter MMX del Racing Team Germany, en substitució de Kazuki Watanabe, sense aconseguir finalment cap punt.
Durant la temporada de 2011 ha fitxat per l'equip dels germans Nieto (fills d'Ángel Nieto) i a partir del Gran Premi de Catalunya disputarà la resta del campionat en categoria Moto2.

## Resultats al Mundial de motociclisme[1]
| Any   | Categoria | Moto     | Curses | Victòries | Podi | Pole | Fast lap | Punts | Posició |
| ----- | --------- | -------- | ------ | --------- | ---- | ---- | -------- | ----- | ------- |
| 2010  | Moto2     | Sutter   | 3      | 0         | 0    | 0    | 0        | 0     | -       |
| 2011  | Moto2     | Moriwaki | 7      | 0         | 0    | 0    | 0        | 0     | -       |
| Total |           |          | 10     | 0         | 0    | 0    | 0        | 0     |         |